# Dragana Nuić Vučković
Dragana Nuić-Vučković (Ljubuški, 1965.) je hrvatska slikarica i likovni pedagog.

## Životopis
Rođena je u Ljubuškom, osnovnu i srednju školu završila je u Metkoviću, a diplomirala je na Akademiji likovnih umjetnosti u Zagrebu 1991. u slikarskoj klasi  prof. Eugena Kokota, te interdisciplinarni studij slikarstva i povijest umjetnosti na Filozofskom fakultetu u Zagrebu. Poslijediplomski studij slikarstva završila na Akademiji likovnih umjetnosti u Sarajevu. Docentica na kolegiju metodike na Akademiji likovnih umjetnosti u Mostaru.
Članica je Hrvatske udruge likovnih umjetnika Split, Udruge likovnih umjetnika BiH i udruge likovnih umjetnika En Face.
Izlagala na 36 samostalnih i sudjelovala na 260 skupnih izložbi u zemlji i inozemstvu, te je dobitnica više strukovnih nagrada i priznanja za crtež i slikarstvo.
Udovica je akademskog kipara Nikole Vučkovića.